# 北上総合運動公園陸上競技場
北上総合運動公園陸上競技場（きたかみそうごううんどうこうえんりくじょうきょうぎじょう）は、岩手県北上市の北上総合運動公園に所在する陸上競技場である。命名権により「ウエスタンデジタルスタジアムきたかみ」という。管理者は北上市体育協会。

## 歴史
2年後のインターハイ（平成11年度全国高等学校総合体育大会）開催を目指し、1997年（平成9年）完成。
2016年の第71回国民体育大会（希望郷いわて国体）では、総合開会式及び陸上競技会場として使用された。これに合わせ電光掲示板などの改修が行われ、増設される座席は（旧）国立競技場から6500席を確保し、移設した。国立競技場から取り寄せた座席のうち、予備として確保しておいた一部（300席分）は、2018年完成の釜石鵜住居復興スタジアムに使用するため釜石市が譲り受けている。
2017年、J3リーグに属するグルージャ盛岡（現・いわてグルージャ盛岡）のホームタウンが北上市に拡大したことを記念して、同年8月20日に初めてのJリーグ公式戦が開催された（グルージャ盛岡vsガンバ大阪U-23戦）。これ以後、グルージャは年に数回当競技場でホームゲームを開催している。現状はJ2以上に昇格するために必要なスペックを充足していないが、将来的にこのスペックを充足、ないしはそれに準ずるスタジアムにすることを検討に入れている。
2023年、ストレージ製造企業のウエスタンデジタルが命名権を5年契約で取得し、10月1日から｢ウエスタンデジタルスタジアムきたかみ｣の呼称を用いる。

## 施設概要
公園内には補助競技場、総合体育館、第1・2・3競技場を有する。

### 主競技場
- 日本陸上競技連盟第1種公認陸上競技場
- トラック：1周400m×9コース、ウレタン全天候型舗装
- インフィールド：106m×70m、天然芝
- アウトフィールド：ウレタン全天候型舗装
- 収容人員：22,000人
  - うち、メインスタンド6216人（座席・屋根あり）、バック・サイドスタンド15800人（芝生席）
- 常設照明設備なし
- 電光掲示板あり

### 補助競技場
- 日本陸上競技連盟第3種公認陸上競技場
- トラック：1周400m×8コース　ウレタン全天候舗装
- インフィールド：105m×66m（天然芝）
- アウトフィールド：芝生
- 照明設備：鉄塔4基

### 運動場
- 第1運動場　投擲練習場（天然芝）
- 第2運動場　サッカー・ラグビー場（天然芝）
- 第3運動場　サッカー・ラグビー・ソフトボール・軟式野球場（クレイ補装　照明塔6基）

## 年表
- 1997年（平成9年）
  - 完成
- 1999年（平成11年）
  - 平成11年度全国高等学校総合体育大会
- 2016年（平成28年）
  - 8月31日 - 国際陸上競技連盟の国際規格クラス2に認証[8]
  - 第71回国民体育大会
- 2023年（令和5年）10月1日 - 呼称が｢ウエスタンデジタルスタジアムきたかみ｣となる。

## 交通
- 東北自動車道北上金ヶ崎インターチェンジより車約5分
- JR北上駅より岩手県交通「翔2」で、｢ウエスタンデジタルスタジアムきたかみ前｣下車。